# شهرستان پوینست (آرکانزاس)
شهرستان پوینست، آرکانزاس (به انگلیسی: Poinsett County, Arkansas) شهرستانی در ایالات متحده آمریکا است که در آرکانزاس واقع شده‌است.

## خصوصیات
شهرستان پوینست ۱٬۹۷۸٫۷۶ کیلومترمربع مساحت دارد.